# Sachgesamtheit Waldfriedhof (Darmstadt)
Die Sachgesamtheit Waldfriedhof ist ein als Sachgesamtheit geschützter Teil des Darmstädter Waldfriedhofs in Darmstadt. 

## Geschichte und Beschreibung
Der Darmstädter Waldfriedhof wurde im Jahre 1914 nach Plänen des Architekten August Buxbaum angelegt und im gleichen Jahr eingeweiht.  Endgültig fertiggestellt wurde der Friedhof aber erst im Jahre 1922.
Zur Sachgesamtheit Waldfriedhof zählen das Portal, der halbrunde Säulengang, das Krematorium auf der Westseite, die Einsegnungshalle auf der Ostseite, die beiden baugleichen Verwaltungsgebäude jeweils am äußeren Ende des Säulenganges und die kleinen, symmetrisch angelegten Geschäftspavillons in der Achse südlich des Vorhofes.
Im Zentrum des Gebäudeensembles befindet sich ein Springbrunnen der von zwei Säulen mit Urnen flankiert wird. Stilistisch gehört das Ensemble zum Traditionalismus.

## Denkmalschutz
Die Sachgesamtheit Waldfriedhof ist ein typisches Beispiel für den traditionalistischen Baustil in Darmstadt. Aus architektonischen, baukünstlerischen und stadtgeschichtlichen Gründen steht das Gebäudeensemble unter Denkmalschutz.

## Varia
In den 2000er-Jahren wurde östlich der Einsegnungshalle ein neues Krematorium erbaut.
Das alte Krematorium dient heute als Ausstellungs- und Veranstaltungsraum.
Im westlichen Verwaltungsgebäude befindet sich heute ein Café.

## Bildergalerie

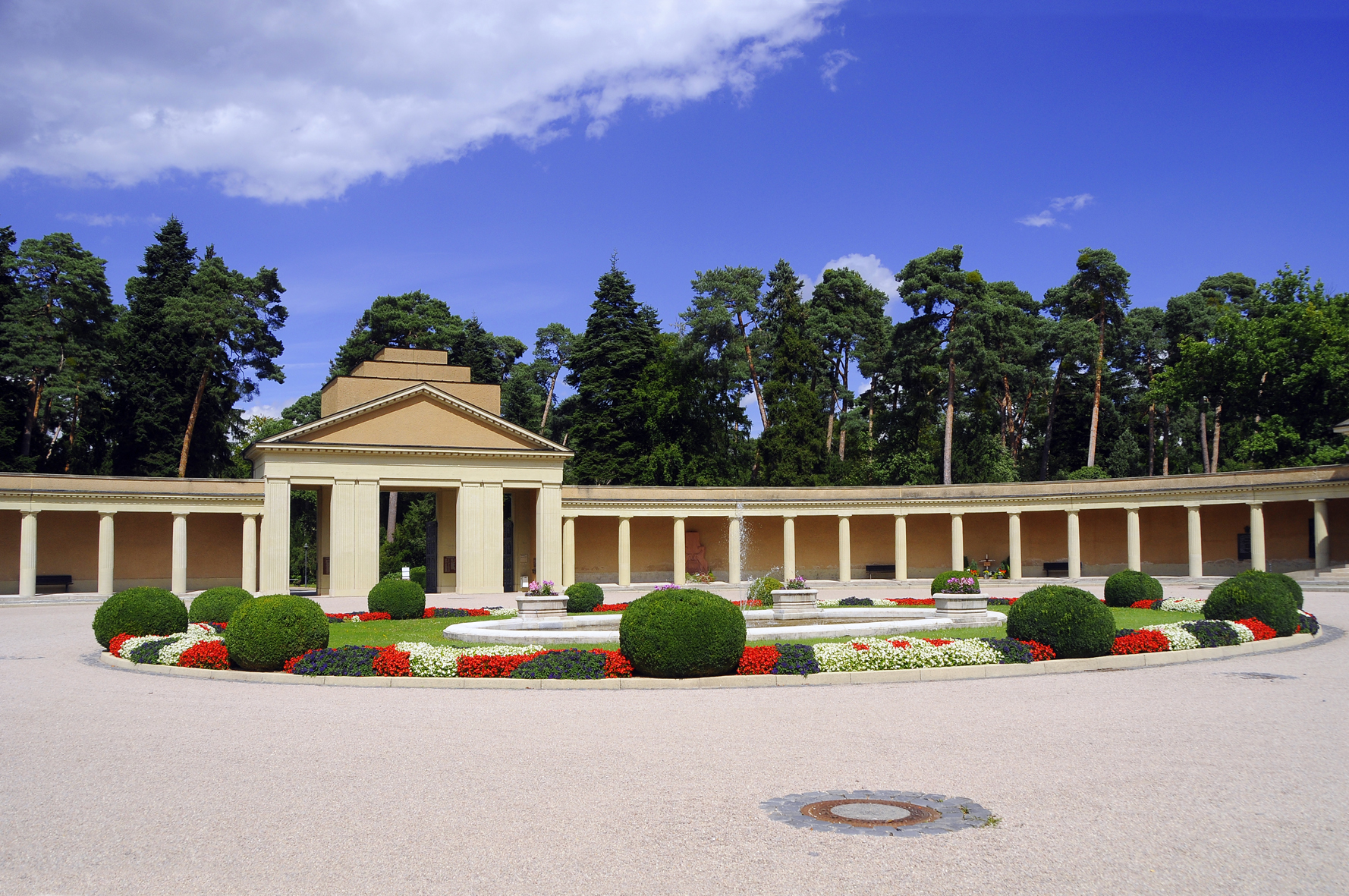
Vorplatz und Haupteingang (2014)
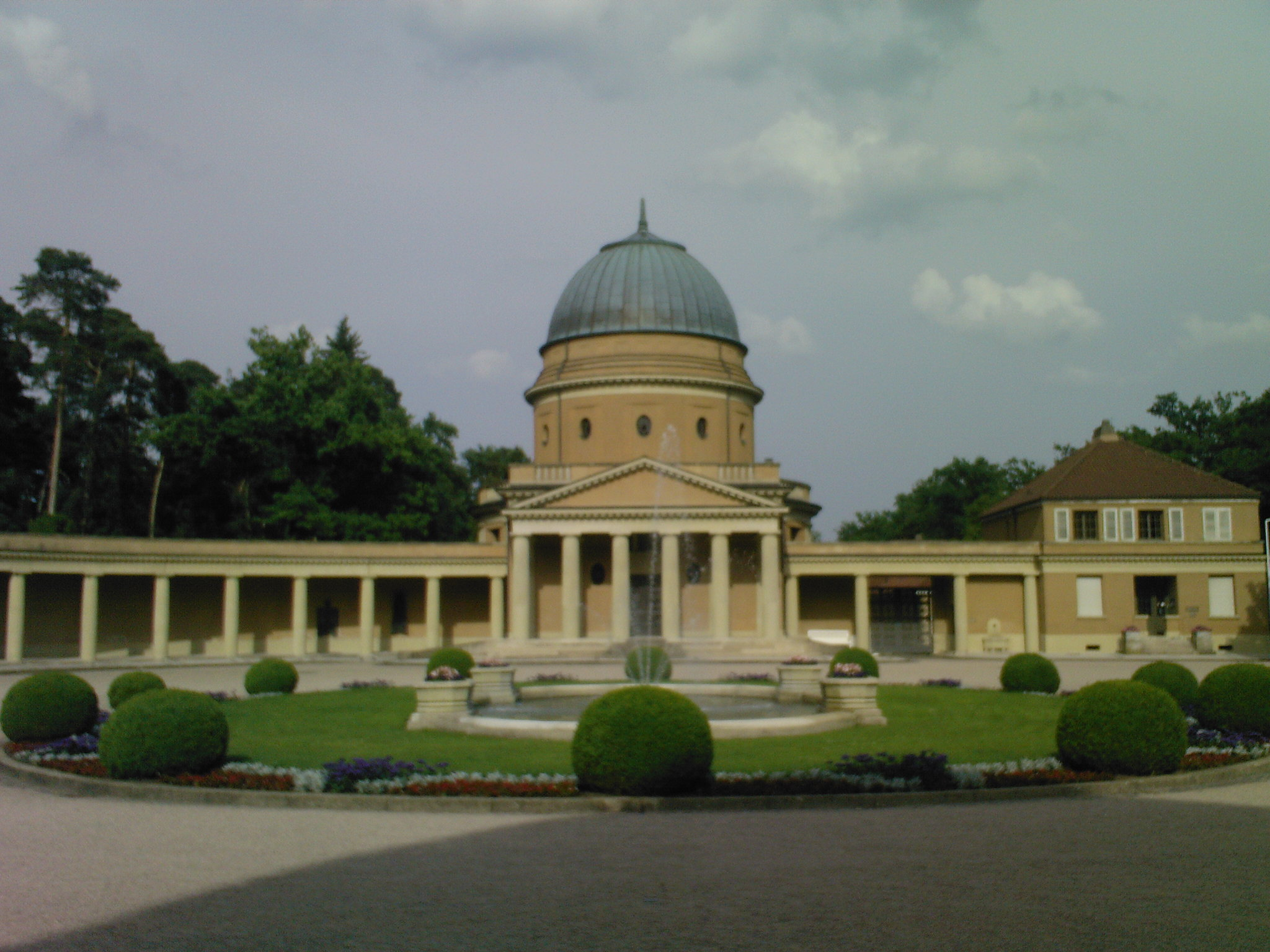
Einsegnungshalle und Verwaltungsgebäude (2007)
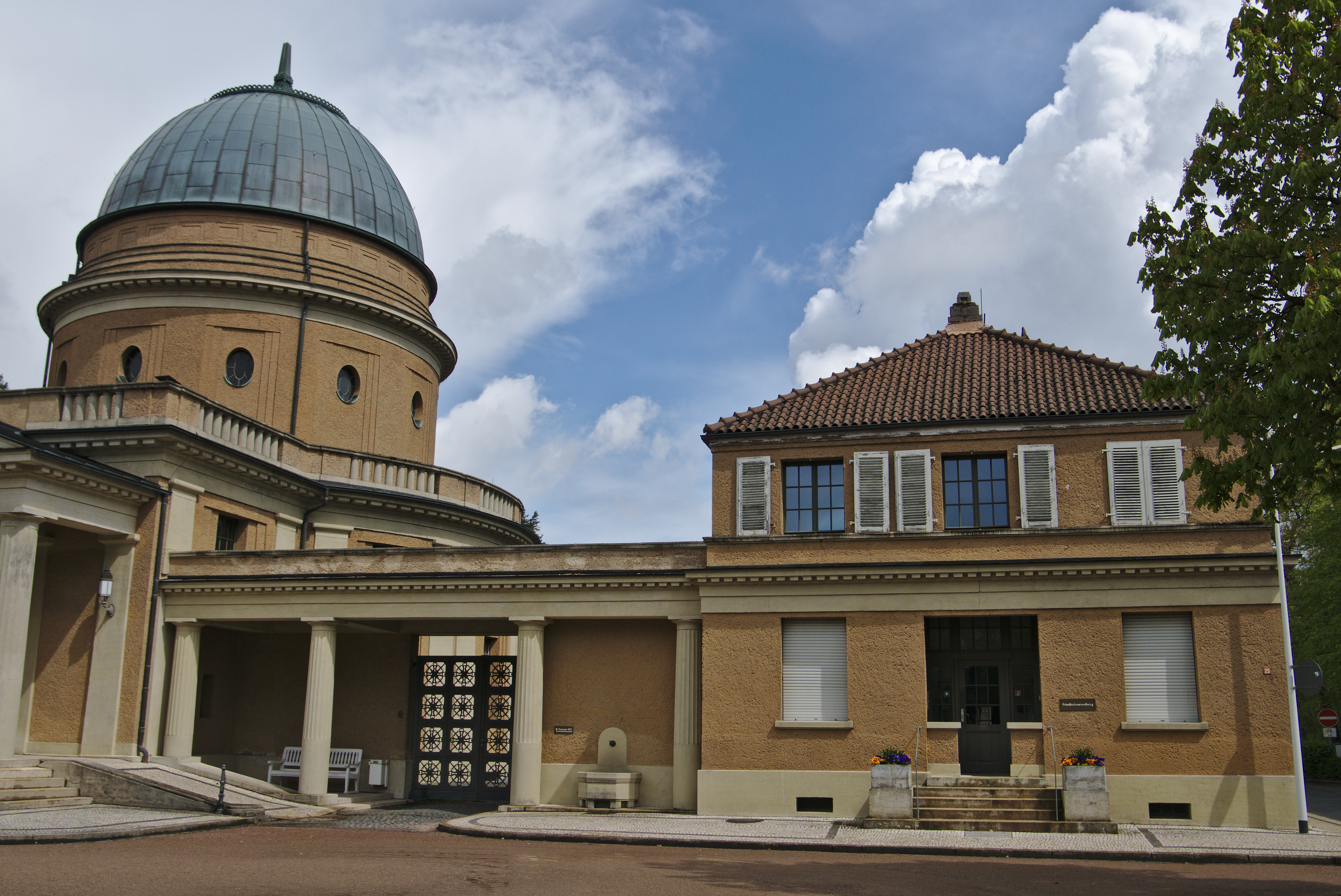
Einsegnungshalle und Verwaltungsgebäude (2016)
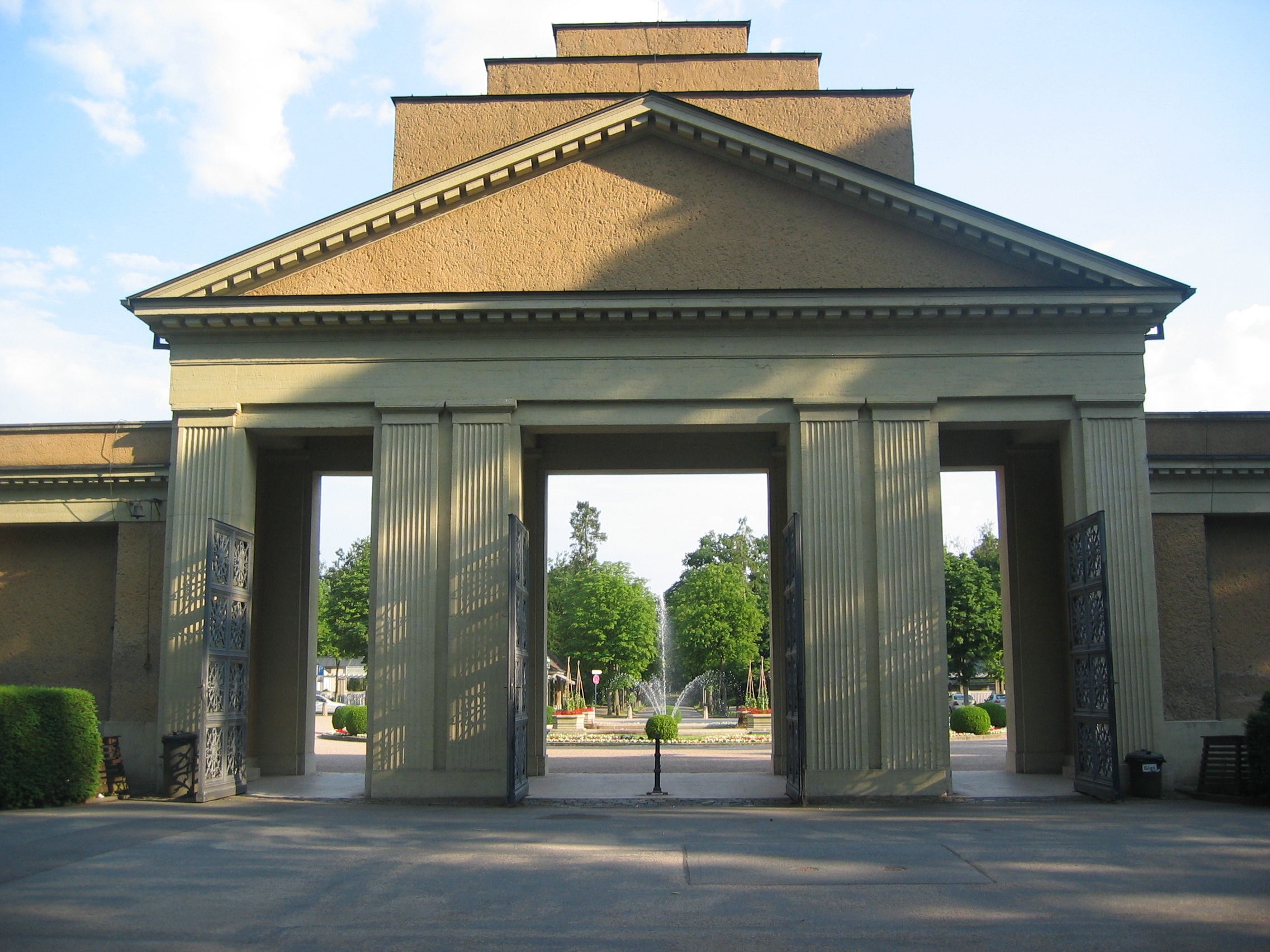
Eingangsportal von der Friedhofsseite aus gesehen (2008)
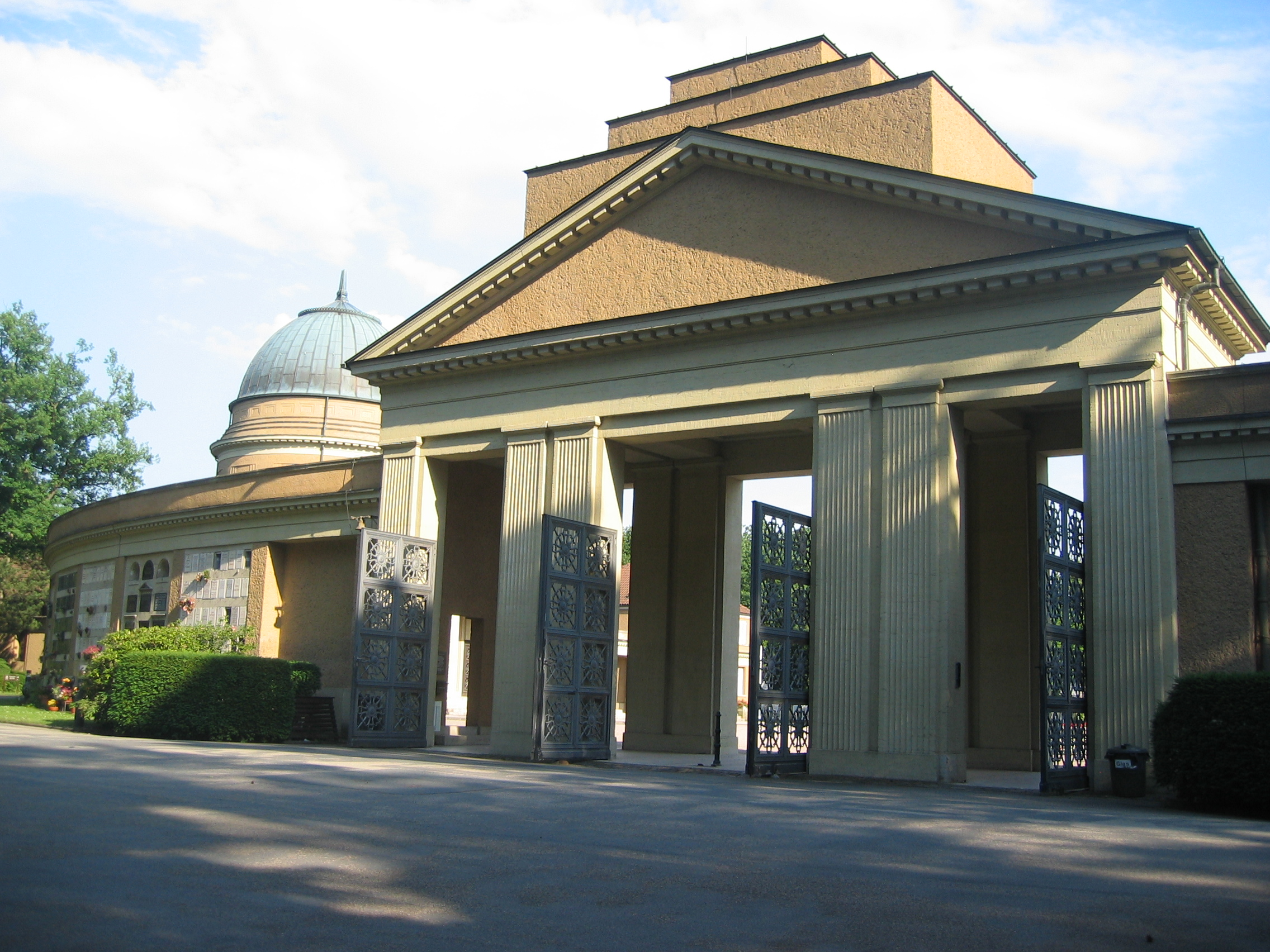
Haupteingang mit Urnenmauer, von der Friedhofsseite aus gesehen (2008)